# United States Football League

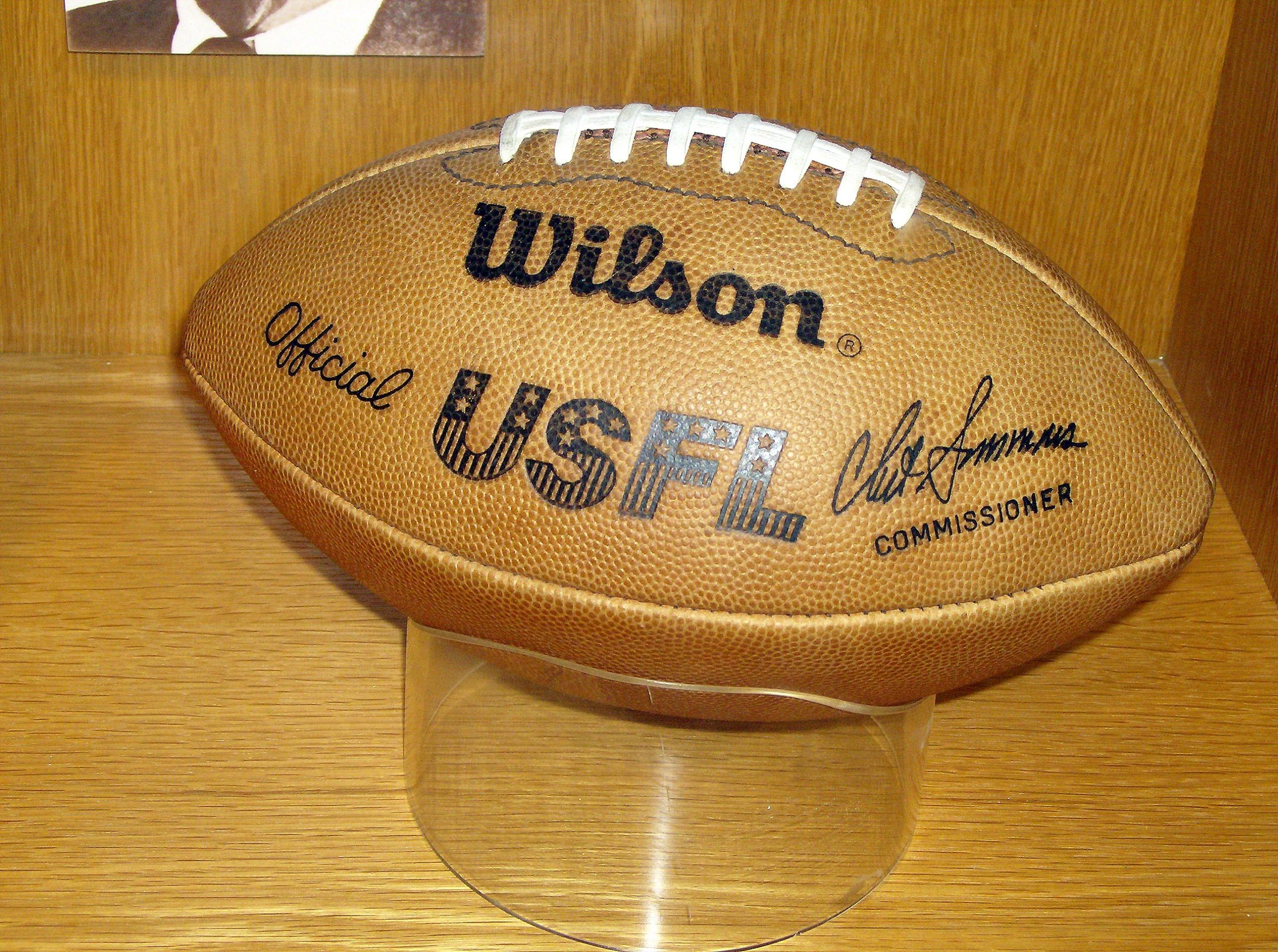
Oficiální míč United States Football League

United States Football League (častěji používaná zkratka USFL). (V češtině Fotbalová liga Spojených států) byla profesionální liga amerického fotbalu, která fungovala 3 sezóny, což bylo v letech 1983-1985. Liga se hrála od poloviny jara až k začátku léta, v roce 1986 však byl začátek nové sezóny naplánován od poloviny podzimu až k začátku zimy, stejně konkurenční liga National Football League ,liga však zanikla ještě dříve, než začala svou novou sezónu 1986.
Nápad založit USFL přišel už v roce 1965, s tímto plánem přišel podnikatel David Dixon z města New Orleans, který chtěl založit ligu, která by se hrála přes jaro a léto, jelikož v tomto období byla Národní Fotbalová Liga teprve v přípravě a College Football měla offseason.
Ligu tvořilo celkem 18 týmů.